# Den 34. Razzie-Uddeling
Den 34. Razzie-Uddeling er en 34. uddeling af prisen Golden Raspberry Award, også kaldet "Razzie", der blev uddelt til de værste Hollowood-produktioner i filmåret 2013. Nomineringerne blev offentliggjort den 15. januar 2014 og prisvinderne offentliggjort den 1. marts 2014.
Movie 43 og After Earth modtog hver tre priser, og Movie 43 tog prisen som den Værste Film.  Grown Ups 2 blev nomineret i 9 kategorier, men modtog ingen "pris".

## Priser og nomineringer
| Kategori                                                   | Nominerede |
| ---------------------------------------------------------- | --- |
| Værste Film                                                | Movie 43 (Relativity Media) |
| Værste Film                                                | After Earth (Columbia) |
| Værste Film                                                | Grown Ups 2 (Columbia) |
| Værste Film                                                | The Lone Ranger (Disney) |
| Værste Film                                                | A Madea Christmas (Lionsgate) |
| Værste skuespiller                                         | Jaden Smith i After Earth som Kitai Raige |
| Værste skuespiller                                         | Johnny Depp i The Lone Ranger som Tonto |
| Værste skuespiller                                         | Ashton Kutcher i Jobs som Steve Jobs |
| Værste skuespiller                                         | Adam Sandler i Grown Ups 2 som Lenny Feder |
| Værste skuespiller                                         | Sylvester Stallone i Bullet to the Head, Escape Plan og Grudge Match som James "Bobo" Bonomo, Ray Breslin og Henry "Razor" Sharp (respektive) |
| Værste skuespillerinde                                     | Tyler Perry i A Madea Christmas som Madea |
| Værste skuespillerinde                                     | Halle Berry i The Call og Movie 43 som Jordan Turner og Emily respektive |
| Værste skuespillerinde                                     | Selena Gomez i Getaway som The Kid |
| Værste skuespillerinde                                     | Lindsay Lohan i The Canyons som Tara |
| Værste skuespillerinde                                     | Naomi Watts i Diana og Movie 43 som Princess Diana og Samantha Miller respektive |
| Væsrste mandlige birolle                                   | Will Smith i After Earth som Cypher Raige |
| Væsrste mandlige birolle                                   | Chris Brown i Battle of the Year som Rooster |
| Væsrste mandlige birolle                                   | Larry the Cable Guy i A Madea Christmas som Buddy |
| Væsrste mandlige birolle                                   | Taylor Lautner i Grown Ups 2 som Frat Boy Andy |
| Væsrste mandlige birolle                                   | Nick Swardson i Grown Ups 2 og A Haunted House som Nick Hilliard og Chip the Psychic respektive |
| Værste kvindelige birolle                                  | Kim Kardashian i Temptation: Confessions of a Marriage Counselor som Ava |
| Værste kvindelige birolle                                  | Salma Hayek i Grown Ups 2 som Roxanne Chase-Feder |
| Værste kvindelige birolle                                  | Katherine Heigl i The Big Wedding som Lyla Griffin |
| Værste kvindelige birolle                                  | Lady Gaga i Machete Kills som Third Face of El Chameleon |
| Værste kvindelige birolle                                  | Lindsay Lohan i InAPPropriate Comedy og Scary Movie 5 som sig selv og hende selv respektive |
| Værste filmpar                                             | Jaden Smith og Will Smith på planeten Nepotism i After Earth |
| Værste filmpar                                             | Hele holdet bag Grown Ups 2 |
| Værste filmpar                                             | Hele holdet bag Movie 43 |
| Værste filmpar                                             | Lindsay Lohan og Charlie Sheen i Scary Movie 5 |
| Værste filmpar                                             | Tyler Perry og enten Larry the Cable Guy eller den slidte paryk og kjole i A Madea Christmas |
| Værste forløber, genindspilning, plagiat eller efterfølger | The Lone Ranger (Disney) |
| Værste forløber, genindspilning, plagiat eller efterfølger | Grown Ups 2 (Columbia) |
| Værste forløber, genindspilning, plagiat eller efterfølger | The Hangover Part III (Warner Bros.) |
| Værste forløber, genindspilning, plagiat eller efterfølger | Scary Movie 5 (Dimension/The Weinstein Company) |
| Værste forløber, genindspilning, plagiat eller efterfølger | The Smurfs 2 (Columbia/Sony Animation) |
| Værste instruktør                                          | De 13 personer (Elizabeth Banks, Steven Brill, Steve Carr, Rusty Cundieff, James Duffy, Griffin Dunne, Peter Farrelly, Patrik Forsberg, Will Graham, James Gunn, Bob Odenkirk, Brett Ratner og Jonathan van Tulleken), der instruerede Movie 43 |
| Værste instruktør                                          | Dennis Dugan for Grown Ups 2 |
| Værste instruktør                                          | Tyler Perry for A Madea Christmas og Temptation: Confessions of a Marriage Counselor |
| Værste instruktør                                          | M. Night Shyamalan for After Earth |
| Værste instruktør                                          | Gore Verbinski for The Lone Ranger |
| Værste manuskript                                          | Movie 43 (skrevet af Steve Baker, Ricky Blitt, Will Carlough, Tobias Carlson, Jacob Fleisher, Patrik Forsberg, Will Graham, James Gunn, Claes Kjellstrom, Jack Kukoda, Bob Odenkirk, Bill O'Malley, Matthew Alec Portenoy, Greg Pritikin, Rocky Russo, Olle Sarri, Elizabeth Wright Shapiro, Jeremy Sosenko, Jonathan van Tulleken og Jonas Wittenmark) |
| Værste manuskript                                          | After Earth (manuskript af M. Night Shyamalan og Gary Whitta, historie af Will Smith) |
| Værste manuskript                                          | Grown Ups 2 (manuskript af Adam Sandler, Tim Herlihy og Fred Wolf) |
| Værste manuskript                                          | The Lone Ranger (manuskript af Justin Haythe, Ted Elliott og Terry Rossio, historie af Ted Elliott, Terry Rossio og Justin Haythe, baseret på Lone Ranger af Fran Striker og George W. Trendle) |
| Værste manuskript                                          | A Madea Christmas (skrevet af Tyler Perry) |